# Tejstefisk
Tejstefisk (Pholis gunnellus) är en bottenfisk som tillhör familjen Pholidae.

## Utseende
En långsmal fisk med en ålaktig kropp som är ihoptryckt från sidorna. Längs ryggfenans nedre del har den en rad med 9 till 13 svarta, vanligtvis vitkantade fläckar. Den kan bli upp till 25 cm lång.

## Vanor
Tejstefisken är en bottenfisk som föredrar stenbotten från mycket ringa djup ner till 30 m, vintertid ner till 100 m. Den kan lämna vattnet och gömma sig under stenar och sjögräs, varvid den andas luft. Födan består av små kräftdjur, blötdjur, havsborstmaskar, fiskrom och småfisk. Den kan bli åtminstone 5 år gammal. Fisken har ofta ett slingrande simsätt.

## Fortplantning
Arten leker under vintern (november till januari), då honan lägger mellan 80 och 200 ägg i klumpar under stenar eller i tomma musselskal. Båda föräldrarna vaktar äggen tills de kläcks efter 1 till 1,5 månader. Ynglen är pelagiska i ungerfär ett halvår.

## Utbredning
Tejstefisken finns i Nordatlanten från Brittiska öarna (eventuellt sydligare, se nedan) via Färöarna och norska kusten till Vita havet samt via Island till sydvästra Grönland och östra Nordamerika (från Labrador i Kanada till Delaware i USA). Går in i Östersjön upp till sydligaste Norrland och södra Finland.
Enligt vissa källor sträcker sig den europeiska sydgränsen ner till Frankrike (La Rochelle).